# بدرانلو (مقاطعة بجنورد)
بدرانلو (بالفارسية: بدرانلو) هي مستوطنة تقع في إيران في قسم بدرانلو الريفي. يقدر عدد سكانها بـ 1121 نسمة بحسب إحصاء 2016.